# 劉柏君 (國軍少將)
劉柏君（1896年12月24日—1929年8月25日），名棪，字柏君，中國雲南省昭通市鹽津縣人，國民革命軍少將旅長。

## 生平
雲南講武堂畢業，后擔任旅長。1924年，刘柏君與刘淑清成婚后迁入云南。1927年，刘柏君厌倦军阀混战，弃甲归田。夫妇回到盐津，地方频遭匪患兵灾。1930年夏天他们遭遇一支由四川流窜的军队围困，在乡亲的协力合作下，逃入盐津县城。后来刘柏君又遭后任县长万景增杀害。刘淑清摆脱软禁，携挈幼女定居昆明经商。
有女劉自強和劉自鳴。